# Lamborghini Athon
Lamborghini Athon je konceptualni automobil koji je za tvrtku Lamborghini dizajnirala tvrtka Bertone. Automobil je predstavljen 1980.g. na Torinskom autosalonu.
Automobil je roadster bez krova, zasnovan na šasiji modela Silhouette. Motor je bio 3-litreni V8 s 260 KS, dok je unutrašnjost bila futuristički dizajnirana. Model nije bio namijenjen za proizvodnju, iako je na izložbi doživio brojne pohvale. Nakon izložbe pohranjen je u muzej tvrtke Bertone.